# Scorpaena grandicornis
Scorpaena grandicornis behoort tot het geslacht Scorpaena van de familie van schorpioenvissen. Deze soort komt voor in het westen van de Atlantische Oceaan van Bermuda, Florida en Honduras tot het zuiden van Brazilië op diepten van 1 tot 15 m. De vis kan een lengte bereiken van 30 cm.